# Het westen ontvangt en ontmoet 't oosten
Het westen ontvangt en ontmoet 't oosten is een artistiek kunstwerk in Amsterdam-Oost, Oosterpark.
Het is een uit gegalvaniseerd staal opgetrokken totem met diverse chakra's. Het is gemaakt door Theo Niermeijer en stamt uit 1970. Niermeijer duidde het beeld als "symbolische voorstellingen van menselijke energiecentra". Schrijver Simon Vinkenoog, bevriend met de kunstenaar, omschreef diens werk wel als "zijn ontluikende bloemen dragen al bij voorbaat de doem van nooit ontluiken". 
Het beeld heeft een tweelingzus, dat staat op het Nieuwe Hoofdhof op Kattenburg. Van Niermeijer staat een soortgelijk beeld, maar dan veel groter getiteld The long hum in het Gijsbrecht van Aemstelpark.
Bokkenrijder · Bolgewas · Communicatie · Justus van Maurikbank · Leonard Springerbrug · Limietpalen Oosterpark · Monument voor de Tachtigers · Muziekkoepel Oosterpark · Nationaal monument slavernijverleden · Politiehond Albert · Rotsfontein Oosterpark · De Schreeuw · Speelslinger Oosterpark · Spelende kinderen · Spreeksteen · Tekststeen Julianaboom · De Titaantjes · Het westen ontvangt en ontmoet 't oosten